# 二重堀
二重堀（ふたえぼり）は、埼玉県久喜市を流れる河川である。

## 概要
平成に入り大排水路・広島落・島川堀と併せ、事業費1,120,000,000円をかけ河川改修が行われた。
流域周辺は埼玉県道316号阿佐間幸手線より上流域では主に水田などの農地の中を流下し、埼玉県道316号阿佐間幸手線より下流域は豊田土地区画整理事業の行われた南栗橋地内の宅地などの市街地の中を流下し、やがて大排水路へ至り合流・終点となる。このため上流域では農業排水路、下流域では都市排水路の性格を持つ。流路の詳細に関しては下記の流路節を参照されたい。
合流
- 島川堀

## 流路
- 河原代西部の水田からの農業排水を集めながら、埼玉県道316号阿佐間幸手線の西方を並行し南東へ流下する。
- 河原代のほぼ中央部にて埼玉県道316号阿佐間幸手線を東方へと横断し、東北東へ流下する。
- 河原代より南栗橋11丁目北部を東北東へと流下し、弧を描きながら南東へと流路を変え南栗橋10丁目（北側）と南栗橋11丁目（南側）の境界を流下する。弧を描く付近にて北西より流下してくる水路と合流する。この付近より流域周辺は宅地などの市街地となる。
- 「泉橋」と「東北新幹線橋梁」の間の区間で南側に所在する調整池と接続する。
- 南栗橋12丁目のほぼ中央部を南東へ流下する。
- 「河原橋」を流下し南栗橋12丁目（西側）と狐塚北西部（東側）の境界にて、南西方より流下してくる島川堀と合流する。合流後、流路がやや東南東へと変わる。
- 南栗橋7丁目（北側）と狐塚（南側）の境界を東南東へ流下する。
- 南栗橋7丁目の南東部（北側）と狐塚の北東部（南側）の境界にて北西より流下してくる大排水路の右岸側（西側）へ合流し、終点となる。
- 終点：大排水路

## 橋梁
- （埼玉県道316号阿佐間幸手線）
- 二重堀橋
- 外沼橋
- 泉橋
- （東北新幹線橋梁）
- ふれあい橋
- 河原橋

## 周辺の施設
- 調整池（南栗橋11丁目）
- 豊田コミュニティープラザ（南栗橋近隣公園）
- 南栗橋スポーツ広場